# 盧潜
盧 潜（ろ せん、518年 - 574年）は、中国の東魏・北斉の官僚・軍人。本貫は范陽郡涿県。

## 経歴
盧文符（盧度世の子の盧尚之の子）の子として生まれた。容貌は魁偉で、談論を得意とした。賀抜勝に召されて開府行参軍となり、侍御史に任ぜられた。高澄に召されて大将軍西閤祭酒となり、中外府中兵参軍に転じた。機転が利き、物覚えがよいので高澄に重用された。武定7年（549年）、王思政が潁川で捕らえられると、高澄は王思政の才能と見識を重んじて任用した。盧潜は「王思政は死んで忠節を立てることのできない男なのに、なにゆえ重んじるに足りましょう」と高澄に言った。高澄は「わたしには盧潜がいて、そしてさらに王思政をえたのだ」と側近に述べた。
天保元年（550年）、北斉が建国されると、盧潜は中書舎人に任じられた。まもなく左民郎中となり、『魏書』を批判した罪に連座して、王松年や李庶らとともに罷免された。天保5年（554年）、清河王高岳が江陵を救援しようと図ると、盧潜は特赦を受けて高岳の下で行台郎をつとめた。南征から帰還すると、盧潜は中書侍郎となり、まもなく黄門侍郎に転じた。南征のとき、盧潜は高岳の命を受けて南朝梁の将軍の侯瑱のもとを訪れ賄賂を受け取ったが、このことを報告しなかったと鄭子黙が上奏した。文宣帝は盧潜に鞭打ち百回の刑を下し、その髭を切って、魏尹丞に左遷した。まもなく盧潜は司州別駕となり、江州刺史として出向した。
乾明元年（560年）、常山王高演が丞相となると、盧潜は揚州道行台左丞となった。梁の将軍の王琳が陳に敗れ、蕭荘を擁して寿陽で北斉に帰順した。北斉は王琳を揚州刺史に任じ、盧潜と王琳に陳を討たせた。陳の秦譙二州刺史の王奉国と合州刺史の周令珍が前後して侵入すると、盧潜は陳軍を撃破して、功績により散騎常侍の位を加えられ、彭城郡を食邑とした。揚州道行台左丞のまま、合州刺史に転じた。揚州道行台尚書となり、儀同三司の位を受けた。王琳は陳に対する主戦論をとったが、盧潜は休戦を主張して、王琳とのあいだは険悪になった。武成帝は王琳を入京させ、盧潜を揚州刺史に任じて、揚州道行台尚書を兼任させた。
盧潜は淮南にあること13年、軍民を総べて功績を挙げ、陳軍に恐れられた。陳の皇帝も「盧潜が寿陽にあるあいだは、北進することはできないだろう」と書いた。天統・武平年間には、北斉の徴税は煩瑣なものとなった。高元海が政権を握ると、漁業が潰滅した。また宦官の陳徳信が州県に命じて淮南の富豪から徴発させた。また突厥の馬数千匹を揚州管内に送って、土豪たちに買わせた。このため民衆の不満は高まり、物情騒然とするようになった。盧潜は淮南の民情をなだめることにつとめた。
武平3年（572年）、盧潜は召還されて五兵尚書となった。揚州の官吏や民衆たちは、盧潜が酒肉を断ち仏教を敬虔に信じていたことから、かれのために僧会を開いて見送った。盧潜は「おそらく遠からずまた来ることになるのではないか」と嘆いた。鄴に帰還してしばらくして、再び揚州道行台尚書となった。武平4年（573年）、陳の将軍の呉明徹が長江を渡って攻撃してくると、寿陽城が陥落して、盧潜は王琳らとともに捕らえられた。武平5年（574年）、建康で死去した。享年は57。盧潜の家族は遺体を購って連れ帰り葬った。開府儀同三司・尚書右僕射・兗州刺史の位を追贈された。
子がなく、弟の盧士邃の子の盧元孝が後を嗣いだ。

## 伝記資料
- 『北斉書』巻42 列伝第34
- 『北史』巻30 列伝第18